# إسقاط مولفيده

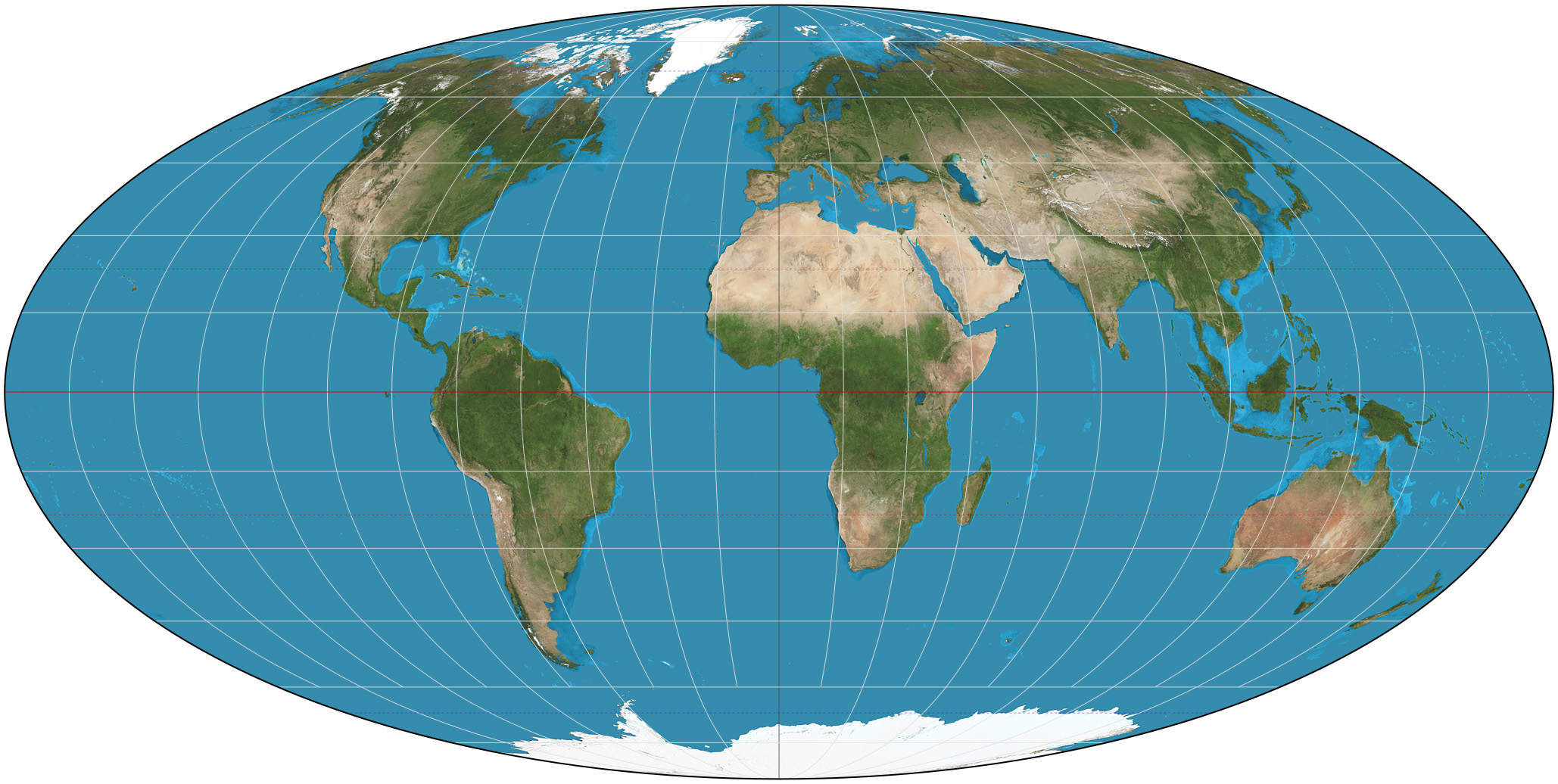
إسقاط مولفيده للعالم

إسقاط مولفيده (بالإنجليزية: Mollweide projection) هو إسقاط خرائطي شبه أسطواني متساوي المساحات يستخدم عمومًا لتصميم خريطة لعالم أو السماء الليلية. يُعرف أيضًا باسم إسقاط بابينيه (نسبةً للعالم جاك بابينيه)، وهو إسقاط إهليلجي. يتداول الإسقاط دقة الزاوية والشكل لدقة التناسبات في المساحة، وعلى هذا النحو يتم استخدامه عند الحاجة إلى هذه الخاصية، مثل الخرائط التي تصور التوزيعات العالمية.
تم نشر الإسقاط لأول مرة من قبل عالم الرياضيات والفلك كارل براندان مولفيده (1774-1825) من لايبزيغ في عام 1805. وقد أعاد جاك بابينيه اختراعه ونشره في عام 1857، والذي أطلق عليه اسم إسقاط خرائطي متساوي المساحات.

## الصياغة الرياضياتية
يتحول الإسقاط من خط العرض وخط الطول إلى إحداثيات الخريطة x و y عبر المعادلات التالية:
{\displaystyle {\begin{aligned}x&=R{\frac {2{\sqrt {2}}}{\pi }}\left(\lambda -\lambda _{0}\right)\cos \theta ,\\[5px]y&=R{\sqrt {2}}\sin \theta \end{aligned}}}
حيث θ هي زاوية مساعدة معرفة بواسطة:
{\displaystyle 2\theta +\sin 2\theta =\pi \sin \varphi \qquad (1)}
و λ هو خط الطول، λ0 هو خط الزوال المركزي، و φ هو خط العرض، و R هو نصف قطر الكرة الأرضية المطلوب إسقاطه. مساحة الخريطة هي 4πR2، تتوافق مع مساحة سطح الكرة الأرضية المولدة. الإحداثي x له مدى [ −2R√2, 2R√2 ]، والإحداثي y له مدى [ −R√2, R√2 ].

## طالع أيضًا
- إسقاط مركاتور
- إسقاط متساوي المستطيلات
- إسقاط غال-بيترز
- قائمة إسقاطات الخرائط